# Korana
Korana je řeka v Bosně a Hercegovině a Chorvatsku. Pramení v oblasti Plitvických jezer, kde vytváří síť jezer a kaňonů. Teče zejména severozápadním směrem a ve městě Karlovac na území Chorvatska ústí do řeky Kupa. Dlouhá je 144 km a její povodí má rozlohu 2 595 km2.
U soutoku Slunjčice a Korany se nacházejí vodopády Rastoke a řeka tvoří hlavní zdrojnici jezer v Národním parku Plitvická jezera.